# ميرالم جاجو
ميرالم جاجو مواليد 7 نوفمبر 1960 في يايتسي، جمهورية يوغوسلافيا الاشتراكية الاتحادية، هو لاعب كرة قدم بوسني سابق كان يلعب كلاعب وسط.

## المسيرة الاحترافية

### أندية لعب لها
- النجم الأحمر بلغراد
- نادي فالينسيان
- نادي كياسو